# 大企業
大企業（だいきぎょう）は、多額の資本金を有し、多数の従業員を雇用する、中小企業よりも規模の大きい企業 。日本では、中小企業の定義が中小企業基本法で定まっているのに対して、大企業の定義は明確に定められているわけではない。そのため、中小企業ではない企業が大企業であると定義される場合が多い 。ただし、法律によって大企業と中小企業の判断基準は異なる。

## 定義
法律で「大企業」そのものが定義されているわけではなく、1963年（昭和38年）の中小企業基本法（昭和38年法律第154号）第2条で定義された「中小企業」の反対解釈として「大企業」とみなすのが一般的である。その場合、大企業の定義は以下のようになる。
1. 資本金の額又は出資の総額が3億円を超え、かつ常時使用する従業員の数が300人を超える会社及び個人であって、製造業、建設業、運輸業その他の業種（次号から第四号までに掲げる業種を除く）に属する事業を主たる事業として営むもの
2. 資本金の額又は出資の総額が1億円を超え、かつ常時使用する従業員の数が100人を超える会社及び個人であって、卸売業に属する事業を主たる事業として営むもの
3. 資本金の額又は出資の総額が5,000万円を超え、かつ常時使用する従業員の数が100人を超える会社及び個人であって、サービス業に属する事業を主たる事業として営むもの
4. 資本金の額又は出資の総額が5,000万円を超え、かつ常時使用する従業員の数が50人を超える会社及び個人であって、小売業に属する事業を主たる事業として営むもの

尚、その他の基準は以下のとおりである。
- 租税特別措置法第42条の定義 - 資本金の額が1億円以下の会社を中小企業者としている。

## 類似する分類
類似する分類としては、慣例として大手企業または大企業（各業種のトップを占める数社）、準大手企業または準大企業（大手と中堅の中間に位置する企業）、中堅企業（大企業に属する会社のうち資本金10億円未満の企業及び中小企業に属する会社のうち資本金1億円以上の企業）に分類される場合がある。ただし大手企業と準大手企業の違いは明確には定められておらず、主に知名度に基づくとされ、資本金額や従業員数などの企業規模の大きさに基づく分類ではない。